# Masayuki Naruse
Masayuki Naruse (成瀬 昌由 Naruse Masayuki?) (15 de marzo de 1973) es un artista marcial mixto japonés retirado, destacado por su trabajo en Fighting Network RINGS y New Japan Pro Wrestling.

## Carrera

### New Japan Pro Wrestling (2001-2006)
Después de una alta promoción por su fama en RINGS y un rápido push por parte de Antonio Inoki, Naruse hizo su debut en New Japan Pro Wrestling el 20 de julio de 2001, derrotando a Minoru Tanaka en un combate por el IWGP Junior Heavyweight Championship. El reinado de Naruse como campeón fue relativamente corto, ya que su derrota titular se produjo tan sorprendentemente como su victoria, perdiendo tres meses después ante Tokimitsu Ishizawa en un esfuerzo de 26 segundos, pero aun así se impuso como un competidor de valía en New Japan. Habiéndose ganado el respeto mutuo, Tanaka y él hicieron equipo la G1 Tag League y vencieron a parejas como Black Tiger & Kendo Kashin, Gedo & Jado y Katsuyori Shibata & Wataru Inoue. Más tarde incluyeron a Masahito Kakihara para hacer trío en el G1 Junior Six Man Tag Team Tournament y esta vez se hicieron con la victoria, derrotando a Gedo, Jado & GOKU-DO. La enemistad con Gedo y Jado duró un poco más, con Tanaka y Naruse luchando contra ellos por el IWGP Junior Heavyweight Tag Team Championship en febrero del año siguiente. Tras ello, el equipo se separó en buenos términos.
A mediados de 2002, Naruse se desempeñó de nuevo como luchador individual, participando en el Best Of The Super Junior IX sobre nombres como Wataru Inoue, AKIRA y Tiger Mask IV, pero no logró ganar la liga, que fue ganada por Jushin Thunder Liger. El resto del año pasó sin novedad para Masayuki, a excepción de unos encuentros con los también luchadores de MMA Bas Rutten y Takehiro Murahama. Luego, en 2013, compitió en el Best Of The Super Junior X y volvió a hacer equipo ocasionalmente con el eventual ganador de la liga, Masahito Kakihara. Ambos tomaron parte en un torneo por el IWGP Junior Heavyweight Tag Team Championship, avanzando sobre Tiger Mask IV & Heat, pero fueron eliminados en la final por el equipo novel de Hirooki Goto & Ryusuke Taguchi. Junto a ello, participó sustituyendo a Kensuke Sasaki en el evento de octubre en el Tokyo Dome, pero fue eliminado por Kazunari Murakami. En diciembre, Naruse fue enviado por Inoki a representar a New Japan en el evento de artes marciales mixtas K-1 PREMIUM 2003 Dynamite!!, donde le esperaba un oponente que prácticamente le doblaba en peso, Jan Nortje. Sin embargo Naruse, que contaba con su experiencia en RINGS y con la ya familiar costumbre de enfrentarse a pesos pesados siendo él un peso ligero, logró someterle con un rear naked choke en poco más de cuatro minutos. La victoria elevó su estatus en NJPW, y Naruse comentó que esperaba servir de inspiración a todos los aspirantes a luchadores de MMA del mundo, a fin de que no se desanimasen por una carencia de constitución física y siguieran persiguiendo sus sueños.
En 2004, después de un corto feudo con Tadao Yasuda que Naruse cerró derrotándole en 30 segundos exactos, Masayuki consiguió dos oportunidades titulares: una contra Hiroshi Tanahashi por el U-30 Openweight Championship, y otra contra Jushin Thunder Liger por un campeonato de Pro Wrestling NOAH, el GHC Junior Heavyweight Championship; pero a pesar de grandes exhibiciones, ambas fueron infructuosas. También, como de costumbre, participó en el Best Of The Super Junior XI, y esta vez consiguió victorias de alto nivel sobre Rocky Romero, Último Dragón, Katsuhiko Nakajima y Garuda. En julio, Naruse se encontró con otro luchador de RINGS, Mitsuya Nagai, y después de empatar con él en un combate entre ambos, expresó su admiración y le propuso formar equipo. El rebelde Nagai mostró desconfianza hacia Naruse, quien era un sólido face, pero tras un tiempo accedió y ambos consiguieron ganar el IWGP Junior Heavyweight Tag Team Championship al segundo intento ante Genichiro Tenryu & Masanobu Fuchi. El dúo retuvo el título tres veces, pero en un evento de All Japan Pro Wrestling lo perdieron inesperadamente ante RO&D (Buchanan & Rico). Después de esta pérdida, la cohesión entre Naruse y Nagai se rompió definitivamente. Masayuki criticó las tendencias violentas de Nagai, y este rompió el equipo y se unió al grupo heel Black New Japan de Masahiro Chono.
Durante el resto de 2005, Naruse compitió mayormente en luchas de poco nivel, especialmente combates por equipos. Aunque se contaba con su presencia en el G1 Climax, no llegó a competir. Hacia el final del año, después de ganarse una reputación de duro en exceso por romper la mandíbula a Yujiro Takahashi en un combate, Naruse optó por no renovar su contrato. Su última lucha fue en enero de 2006, perdiendo ante Takashi Iizuka.

## En lucha
- Movimientos finales
  - Crazy Cyclone[1][2] (Spinning backfist)[1]
  - Naruse Lock[1][2] (Arm trap crossface) - 2003-2006
  - Cross armbar[3]
  - Sleeper hold con bodyscissors[1]
  - Heel hook[4]

- Movimientos de firma
  - Kopylov Clutch[5] (Cross kneelock)
  - Ankle lock
  - Capture suplex[1][2] - adoptado de Akira Maeda
  - Corner gamengiri[3]
  - Guillotine choke[1]
  - Jumping knee strike[4]
  - Low kick[3]
  - Palm strike[4]
  - Release German suplex
  - Roundhouse kick[4]
  - Running jumping double stomp a un oponente apoyado en la primera cuerda[3]

## Campeonatos y logros
- All Japan Pro Wrestling
  - All Asia Tag Team Championship (1 vez) - con Mitsuya Nagai

- Fighting Network RINGS
  - RINGS Light Heavyweight Championship (1 vez, primero y último)

- New Japan Pro Wrestling
  - IWGP Junior Heavyweight Championship (1 vez)
  - G1 Junior Six Man Tag Team Tournament (2001) - con Minoru Tanaka & Masahito Kakihara

## Récord en artes marciales mixtas
| Resultado | Récord | Oponente          | Método                                | Evento                              | Fecha                   | Ronda | Tiempo | Localización              | Notas |
| --------- | ------ | ----------------- | ------------------------------------- | ----------------------------------- | ----------------------- | ----- | ------ | ------------------------- | ----- |
| Derrota   | 6-5    | Yuki Kondo        | Decisión (mayoritaria)                | Pancrase 257                        | 30 de marzo de 2014     | 2     | 5:00   | Yokohama, Kanagawa, Japón |       |
| Derrota   | 6-4    | Sanae Kikuta      | Sumisión (cross armbar)               | Grabaka Live! 3                     | 27 de octubre de 2013   | 1     | 2:25   | Tokio, Japón              |       |
| Victoria  | 6-3    | Tony Williams     | Sumisión (cross armbar)               | Jungle Fight 3                      | 23 de octubre de 2004   | 1     | 3:21   | Manaus, Brasil            |       |
| Victoria  | 5-3    | Jan Nortje        | Sumisión (rear naked choke)           | K-1 PREMIUM 2003 Dynamite!!         | 31 de diciembre de 2003 | 1     | 4:40   | Nagoya, Japón             |       |
| Victoria  | 4-3    | Ricardo Fyeet     | Sumisión (toehold)                    | RINGS - Battle Genesis Vol. 7       | 24 de junio de 1999     | 1     | 3:46   | Tokio, Japón              |       |
| Victoria  | 3-3    | Dominique Deligny | Sumisión                              | RINGS - Mega Battle Tournament 1997 | 21 de enero de 1998     | 1     | 19:24  | Tokio, Japón              |       |
| Victoria  | 2-3    | Dave van der Veen | Sumisión (ankle lock)                 | RINGS - Rise 1st                    | 20 de marzo de 1999     | 1     | 7:36   | Tokio, Japón              |       |
| Derrota   | 1-3    | Valentijn Overeem | TKO (corte)                           | RINGS Holland - The Final Challenge | 2 de febrero de 1997    | 1     | 3:58   | Ámsterdam, Países Bajos   |       |
| Victoria  | 1-2    | Egan Inoue        | Descalificación (puñetazos a la cara) | RINGS - Maelstrom 6                 | 24 de agosto de 1996    | 1     | 11:51  | Tokio, Japón              |       |
| Derrota   | 0-2    | Willie Peeters    | Decisión (unánime)                    | RINGS Holland - Free Fight          | 2 de febrero de 1995    | 1     | 10:00  | Ámsterdam, Países Bajos   |       |
| Derrota   | 0-1    | Satir Gotchev     | Sumisión (rear naked choke)           | RINGS - Budokan Hall 1995           | 25 de enero de 1995     | 1     | 14:59  | Tokio, Japón              |       |